# 勝丸桂二郎
勝丸 桂二郎（かつまる けいじろう、1946年 - ）は日本の企業家・富士通テン（現・デンソーテン）の元社長である。佐賀県唐津市出身。兵庫県三木市在住。

## 略歴
1946年に佐賀県唐津市に生まれ、1968年に福井大学工学部卒業後にデンソーテンの前身となる神戸工業に入社。1979年33歳の時、ラジオ部門から独立した富士通テンに異動し、AVC本部長・専務・事業部門統括兼事業本部長を経て、2005年に新社長に昇進した。2005年代表取締役社長、2010年代表取締役会長、2013年常任顧問。